# Warsow (Alemania)
Para el videojuego véase: Warsow.
Warsow es un municipio situado en el distrito de Ludwigslust-Parchim, en el estado federado de Mecklemburgo-Pomerania Occidental (Alemania), a una altura de44  metros. Su población a finales de 2016 era de 644 habs. y su densidad poblacional, 43 hab/km².
Está ubicado al sur de la frontera con el distrito de Mecklemburgo Noroccidental.